# Coupe de Tunisie de football 1950-1951
Navigation
Coupe de Tunisie 1949-1950 Coupe de Tunisie 1953-1954
La Coupe de Tunisie de football 1950-1951 est la 23e édition de la coupe de Tunisie. Elle est organisée par la Ligue de Tunisie de football (LTFA). Elle est accompagnée d'un tournoi de repêchage, qualificatif à la Coupe d'Afrique du Nord de football et consacré aux clubs éliminés en huitièmes de finale. La coupe est remportée pour la cinquième fois de suite par le Club sportif de Hammam Lif qui a ainsi remporté le trophée en faisant partie des cinq divisions de la cinquième à la première. Le tournoi revient au Club africain aux dépens de l'Association sportive française.

## Résultats

### Seizièmes de finale
| Équipe 1                       | Équipe 2                                  | Score 90'            |
| Stade populaire                | Union sportive de l'arsenal de Ferryville | 1 - 0                |
| Sfax railway sport             | Métlaoui Sports                           | 4 - 0                |
| Patrie Football Club bizertin  | Stade gaulois                             | 3 - 2                |
| Association sportive française | Olympique du Kef                          | 5 - 1                |
| Club africain                  | Widad athlétique de Tunis                 | 12 - 0               |
| Union sportive musulmane       | Association sportive souk-arbienne        | 3 - 0                |
| Olympique de Tunis             | -                                         | Qualifié par tirage  |
| Étoile sportive de Radès       | Union sportive de Ferryville              | 1 - 0                |
| Club sportif gabésien          | -                                         | Qualifié par tirage  |
| Union sportive de Gabès        | Patriote de Sousse                        | 1-1 puis 2 - 0       |
| Espérance sportive de Tunis    | Stade tunisien                            | 3 - 2                |
| Union sportive tunisienne      | Club olympique du Kram                    | 4 - 0                |
| Club sportif de Hammam Lif     | -                                         | Qualifié d'office    |
| Club tunisien                  | Khanfous Club (Redeyef)                   | 6 - 0                |
| Étoile sportive du Sahel       | -                                         | Qualifiée par tirage |
| Club athlétique bizertin       | Club sportif des cheminots                | 2 - 1                |

### Huitièmes de finale
Les matchs sont disputés le 28 octobre 1950. Cependant, après les deux matchs ASF-UST (2-0) et CAB-CT (4-1), le tirage est repris et donne CAB-ASF et CT-UST.
| Équipe 1                    | Équipe 2                       | Score 90'        |
| Espérance sportive de Tunis | Patrie Football Club bizertin  | 2 - 1            |
| Club tunisien               | Union sportive tunisienne      | 3 - 0            |
| Sfax railway sport          | Stade populaire                | 4 - 2            |
| Club sportif de Hammam Lif  | Club sportif gabésien          | 16 - 1           |
| Club athlétique bizertin    | Association sportive française | 3 - 0            |
| Étoile sportive du Sahel    | Union sportive musulmane       | 2 - 0            |
| Union sportive de Gabès     | Étoile sportive de Radès       | 2 - 1            |
| Olympique de Tunis          | Club africain                  | 0 - 0 puis 3 - 0 |

### Quarts de finale
| Équipe 1                   | Équipe 2                    | Score 90' |
| Olympique de Tunis         | Union sportive de Gabès     | 2 - 1     |
| Club sportif de Hammam Lif | Étoile sportive du Sahel    | 2 - 0     |
| Club athlétique bizertin   | Club tunisien               | 1 - 0     |
| Sfax railway sport         | Espérance sportive de Tunis | 3 - 0     |

### Demi-finales
| Équipe 1                   | Équipe 2           | Score 90' |
| Club sportif de Hammam Lif | Olympique de Tunis | 6 - 0     |
| Club athlétique bizertin   | Sfax railway sport | 1 - 0     |

### Finale
| Date       | Équipe 1                   | Équipe 2                 | Score 90' |
| 6 mai 1951 | Club sportif de Hammam Lif | Club athlétique bizertin | 1 - 0     |

## Meilleurs buteurs
Grâce à leurs larges victoires respectives sur le Club sportif gabésien (16-1) et le Widad athlétique de Tunis (12-0), les buteurs du Club sportif de Hammam Lif et du Club africain occupent la tête du classement avec sept buts pour Ali Ben Jeddou (CSHL) et Frej[Qui ?] (CA) et six buts pour Mejri Henia (CSHL) et Mounir Kebaili (CA).  